# Loch (Nümbrecht)
Loch este o localitate/cartier ce aparține de Nümbrecht din districtul Oberbergischer în regiunea de sud a landului Renania de Nord-Westfalia, Germania.

## Date geografice
Localitatea se află la ca. 3,5 km sud de Nümbrecht și la 4 km vest de Waldbröl.